# Vita huset (Bisjkek)
För andra betydelser, se Vita huset (olika betydelser).
Vita huset är en regeringsbyggnad i Bisjkek i Kirgizistan som är säte för parlamentet och landets president. 
Den sju våningar höga byggnaden som är inspirerad av Vita huset i Moskva, är byggt i stalinistisk stil.  Fasaden är täckt med marmor och pryds högst upp av Kirgizistans riksvapen. Den färdigställdes år 1985 och var ursprungligen avsedd som huvudkontor för kommunistpartiets centralkommitté. De stora rabatterna med röda blommor framför byggnaden skulle visa banden till Sovjetunionen men efter Kirgizistans självständighet år 1991 representerar de snarare Kirgizistans flagga.

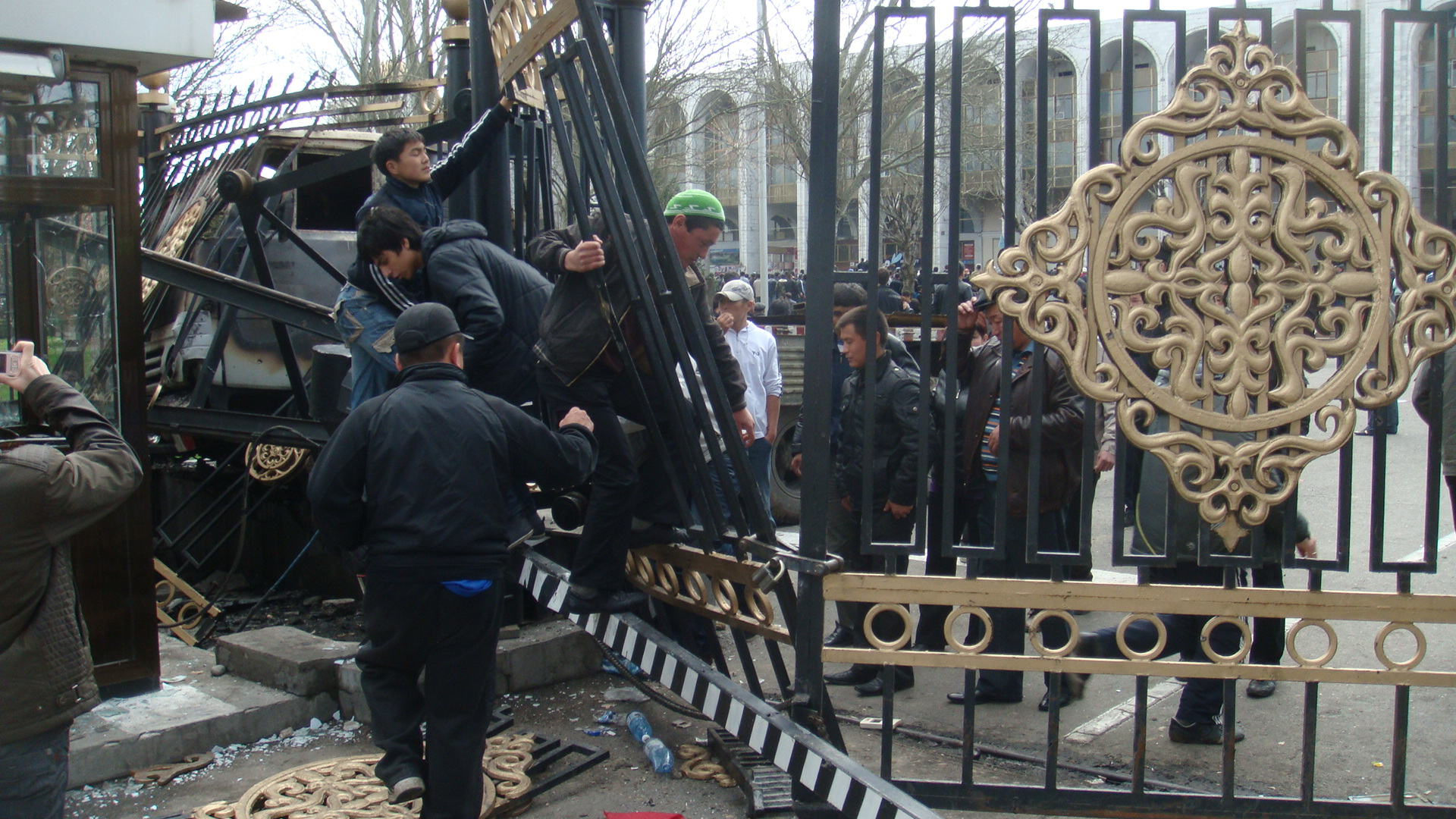
Demonstranter försöker tränga sig in i regeringsbyggnaden år 2010.

Regeringsbyggnaden stormades under tulpanrevolutionen 2005 och under upproren i april 2010, då president Kurmanbek Bakijev tvingades fly, försökte  demonstranter att tränga in i regeringsbyggnaden.
Även under protesterna efter parlamentsvalet i oktober 2020 försökte demonstranter att ta sig in i byggnaden.